# Côte-d'Or
Côte-d'Or (franska: den gyllene sluttningen) är ett franskt departement i regionen Bourgogne-Franche-Comté. I den tidigare regionindelningen som gällde fram till 2015 tillhörde Côte-d’Or regionen Bourgogne. Huvudort är Dijon.
Departementet är känt för sin vinproduktion, och utgör kärnområdet där de främsta Bourgognevinerna odlas.

## Namnet Côte-d'Or
Namnet kan betyda "den gyllene sluttningen" vilket skulle syfta på färgen hos de vissnande löven om hösten. Det kan också vara en förkortning av "Côte d'Orient", det vill säga "sluttningen som vetter österut".

## Historia
Côte-d'Or är ett av de ursprungliga 83 departementen som grundades under den 4 mars 1790 under den franska revolutionen. Departementet består delvis av den historiska regionen Burgund.

## Geografi
Departementet ingår i regionen Bourgogne-Franche-Comté. Côte-d'Or omgärdas av departementen Yonne, Nièvre, Saône-et-Loire, Jura, Aube och Haute-Marne.
En serie höjder som kallas Plateau de Langres-platån sträcker sig från nordöst till sydväst genom departementet. På ostsluttningen av dessa höjder finns de vingårdar som producerar områdets kända viner. Väster om höjderna, mot Champagne ligger det skogbevuxna distriktet Châtillonais. Sydost om platån breder slättland ut sig, där floden Saône flyter fram.
Floder som rinner genom departementet är Saône, Seine, Ouche, Armançon och Arroux.

## Ekonomi
Côte-d'Or är ett av Frankrikes främsta vindistrikt, och är uppdelat i två områden. Côte de Nuits ligger en bit söder om Dijon och producerar nästan uteslutande röda viner. Längre söderut ligger Côte de Beaune som producerar både röda och vita viner, där de vita räknas till världens dyraste och mest prestigefulla Bourgognevinerna, företrädesvis av druvorna Pinot noir och Chardonnay.
Andra grödor som odlas i större skala i departementet är spannmål och potatis. Dijonsenap är en välkänd produkt från området kring Dijon.